# Цианид рубидия
Цианид рубидия — неорганическое соединение,
соль рубидия и синильной кислоты
с формулой RbCN,
бесцветные кристаллы,
растворяется в воде.

## Физические свойства
Цианид рубидия образует бесцветные кристаллы
кубической сингонии,
пространственная группа P 213 или P 43m,
параметры ячейки a = 0,6834 нм, Z = 4,
структура типа дисульфида железа
.
При температуре 132 К
(по другим данным при 110,3 К )
происходит переход в фазу
моноклинной сингонии,

параметры ячейки a = 0,478 нм, b = 0,488 нм, c = 0,667 нм, β = 94,5°, Z = 2.
Растворяется в воде,
не растворяется в этаноле.